# Tynesoft
Tynesoft Computer Software è stata un'azienda inglese produttrice ed editrice di software, principalmente videogiochi, tra il 1984 e il 1990.

## Storia
L'azienda fu fondata nel 1983 con l'intento di produrre software educativo, ma presto entrò nel mercato dei videogiochi, sul quale si concentrò per la maggior parte del suo periodo di vita.
Sviluppò numerosi videogiochi per una grande varietà di home computer a 8-bit, rivolgendosi in particolare verso quei sistemi meno supportati da altre aziende, come il Commodore 16, il BBC Micro e l'Atari 8-bit.
Tynesoft aveva anche un'etichetta che distribuiva videogiochi a prezzi molto competitivi chiamata Micro Value.
Ebbe maggior successo grazie a videogiochi quali Summer Olympiad, Circus Games e Rodeo Games. 
Produsse inoltre su licenza il porting di vari videogiochi tra i quali: Jet Set Willy per Atari 8-bit, Commodore 16/Plus/4, BBC Micro e Acorn Electron, Boulder Dash per BBC ed Electron, Spy vs. Spy per C16/+4, BBC ed Electron e Indoor Sports per C16/+4, BBC ed Electron.
Dalla fine degli anni ottanta Tynesoft iniziò a pubblicare videogiochi per i sistemi a 16 bit Amiga, Atari ST e PC, ma i titoli prodotti non fecero presa su una larga fetta di utenti. Con il declino del mercato dei videogiochi per sistemi a 8 bit le vendite calarono e l'azienda dichiarò bancarotta nel 1990. Il marchio è tuttavia ancora presente, anche se opera in un settore diverso.

## Videogiochi
Elenco approssimativo dei videogiochi pubblicati:
- 1984 Auf Wiedersehen Pet (Acorn Electron, BBC Micro, Commodore 64, ZX Spectrum)
- 1984 Bingo (C64, Spectrum)
- 1984 Climb It (C16/+4, clone di Donkey Kong)
- 1984 Gunslinger (C16/+4)
- 1984 Hoppit (C16/+4)
- 1984 Munch It! (C16/+4, clone di Pac-Man)
- 1984 Olympiad (C16/+4)
- 1984 Rig Attack (Electron, BBC, Commodore 16, Commodore Plus/4)
- 1984 Shoot It (C16/+4, clone di Space Invaders)
- 1984 Ten Little Indians (C64)
- 1984 US Drag Racing (Electron, BBC, C16/+4)
- 1985 Apollo Rescue o Apollo Mission (C16/+4)
- 1985 Autobahn (C16/+4)
- 1985 Canoe Slalom (C16/+4)
- 1985 Ian Botham's Test Match (Electron, BBC, C64, Spectrum, C16/+4, Amstrad CPC)
- 1985 Jet Set Willy (Electron, BBC, C16/+4, Atari 8-bit)
- 1985 Junior Maths (educativo BBC, C16/+4, Atari 8-bit)
- 1985 Lawn Tennis (C16/+4)
- 1985 Lone Survivor / Wacky Painter (C16/+4)
- 1985 Lunar Docking o Lunar Landing (C16/+4)
- 1985 Mount Vesuvius (C16/+4)
- 1985 Pogo Pete (C16/+4)
- 1985 Raffles (C16/+4)
- 1985 Superfile 16 (utilità database C16/+4)
- 1985 Super Gran (C64, Spectrum, C16/+4, CPC)
- 1985 Super Gran: The Adventure (Electron, BBC, C64, Spectrum, C16/+4)
- 1985 Vox (C16/+4)
- 1985 Water Grand Prix (C16/+4)
- 1985 Zapp'em o Zap-em (C16/+4)
- 1986 The Big KO (Electron, BBC, C64)
- 1986 Blizzard Pass / H.A.R.D. (Spectrum)
- 1986 European Games o Commonwealth Games (Electron, BBC, C64, C16/+4, MSX, Amstrad CPC)
- 1986 Future Shock (Electron, BBC, C16/+4)
- 1986 Goal! (Electron, BBC)
- 1986 Jet Set Willy II: The Final Frontier (Electron, BBC, C64, C16/+4, Amstrad CPC, Spectrum)
- 1986 Mouse Trap (Electron, BBC, C64, Atari 8-bit, Atari ST, Amiga)
- 1986 Music Synthesiser (utilità musicale C16/+4)
- 1986 One for the Road / Mutations (Spectrum)
- 1986 Savage Island (C16/+4, Spectrum)
- 1986 Savage Island Part Two (C16/+4, Spectrum)
- 1986 Wet Zone (Electron)
- 1986 Who Dares Wins II (C16/+4, Atari 8-bit)
- 1986 Winter Olympics (Electron, BBC, C16/+4, Atari 8-bit, MSX, Amstrad CPC)
- 1986 Wizards Spell (Spectrum)
- 1987 Battle Star (C16/+4)
- 1987 Colin the Cleaner / Who Said That? (Spectrum)
- 1987 Games Creator (utilità BASIC C16/+4)
- 1987 Phantom (Electron, BBC, C64, C16/+4, Atari 8-bit)
- 1987 Mirax Force (Atari 8-bit)
- 1987 Spy vs. Spy (Electron, BBC, C16/+4)
- 1987 Who Said That? (Spectrum)
- 1988 Ack Ack Attack (C16/+4)
- 1988 Boulder Dash (Electron, BBC)
- 1988 Indoor Sports (Electron, BBC, C16/+4)
- 1988 The Last Guardian (Atari 8-bit)
- 1988 Mega Pack e Mega Pack II (raccolte Amiga, DOS)
- 1988 Seconds Out (ST, Amiga)
- 1988 Summer Olympiad o Summer Challenge (Electron, BBC, C64, Spectrum, ST, Amiga)
- 1988 Winter Olympiad 88 o Winter Challenge (Electron, BBC, C64, Spectrum, Atari 8-bit, ST, Amiga, DOS)
- 1989 1st Person Pinball (ST, Amiga, DOS)
- 1989 Buffalo Bill's Rodeo Games o Buffalo Bill's Wild West Rodeo Show (Electron, BBC, C64, Spectrum, CPC, ST, Amiga, DOS)
- 1989 Circus Games (Electron, BBC, C64, Spectrum, CPC, ST, Amiga)
- 1989 Mayday Squad (C64, ST, Amiga, DOS)
- 1989 Roller Coaster Rumbler (C64, ST, Amiga, DOS)
- 1989 Superman: The Man of Steel (Electron, BBC, C64, Spectrum, CPC, ST, Amiga, MSX, Apple II, DOS)
- 1990 Beverly Hills Cop (BBC, C64, Spectrum, CPC, ST, Amiga, DOS)

### Micro Value
Elenco approssimativo dei videogiochi pubblicati dall'etichetta economica Micro Value, quando apparteneva alla Tynesoft; il marchio sopravvisse all'azienda e venne poi utilizzato dalla Flair Software.
- 198? World Cup (C16/+4)
- 198? The Olympiad Collection (raccolta per Amiga)
- 198? Attacked! (MSX)[6][7]
- 198? Wallball (MSX)
- 198? Attacked / Wallball (raccolta per MSX)
- 198? Cetus (MSX)
- 1986 Quasar (MSX)
- 1986 Future Shock (C64)
- 1986-1987 Classic Collection (serie di due raccolte per Amstrad PCW)
- 1987 Two Classic Games (raccolta per C16/+4)
- 1987-1988 Four Great Games (serie di tre raccolte)
- 1987 Plutos (Amiga, Atari ST)
- 1987 Mouse Trap (Amiga, Atari 8-bit, Atari ST, C64)
- 1988 Elf (Amiga, Atari ST)
- 1988 Formula 1 Grand Prix (Amiga, Atari ST)
- 1988 Frost Byte (Amiga, Atari ST)
- 1988 Suicide Mission (Amiga)